# Subcarpații Vâlcii
Subcarpații Vâlcii sunt așezați în partea sudică a țării, de o parte și de alta a Oltului, subdiviziune a Subcarpaților Getici, fiind unul dintre cele mai vechi vetre de așezări din România, menționat în documente încă din ianuarie 1392, într-un hrisov al lui Micea cel Bătrân. În continuare articolul își doreste o descriere fizico-geografică a zonei.
Subcarpații apar ca o treaptă de relief între munți și regiunile jose de la exteriorul acestora, fiind constituiți dintr-o asociere de culmi deluroase separate prin văi sau prin depresiuni.
Peisajul caracteristic zonei de contact este poziționat în partea central-sudică a României, la vest de Topolog și la est de Bistrița Vâlcii având particularități atât locale cât și regionale care definesc individualitatea Subcarpaților Vâlcii.

## Poziția geografică și limitele regiunii
■ Limita nordică a teritoriului, deși este aproape peste tot clară, ridică, totuși, unele probleme ale modului concret și variat în care se face trecerea și legătura culmilor montane cu dealurile subcarpatice de la sud. S-a pus întrebarea dacă limita dintre cele două mari unități este sau nu clară, prin existența depresiunii subcarpatice de contact sau este o întrerupere completă a lanțului depresiunilor de sub poala sudică a Carpaților Meridionali, cu repercusiuni asupra posibilității de fixare a limitei.
Trecerea nu se face printr-un uluc depresionar unitar care să urmărească fidel contactul morfologic și structural dintre aria carpatică și cea a Depresiunii Getice. Aici apar mici depresiuni de contact la ieșirea văilor din munte, alternând cu sectoare în care dealurile subcarpatice se sudează direct de cea mai joasă treaptă montana, nivel de 800 - 1000 m. Această situație poate fi urmărită constant intre Bistrița Vâlcii și Valea Olăneștilor, constituind o trăsătură specifică contactului regiunii subcarpatice cu Munții Căpățânii.
Limita morfologică corespunde parțial unei limite geologice. La est de Bistrița Vâlcii sedimentarul Depresiunii Getice înaintează mult spre nord, intrând în alcătuirea treptei inferioare a munților, iar contactul se menține în general în lungul fâșiei de formațiuni eocene diferențiate litologic și se înscrie ca atare în relief. În această fâșie de contact se pun în evidență și unele accidente tectonice (falii), iar dispunerea monoclinală a stratelor a permis dezvoltarea văilor subsecvente. De aceea, depresiunea subcarpatică dintre Topolog și Bistrița, și deci și limita ei nordică, este de natura petrografică, influențată numai în foarte mică măsură de accidente tectonice locale. Culmile montane coboară treptat spre sud, sub forma unor spinări domoale sau mai repezi, ce se termină fie cu abrupturi deasupra depresiunii, acolo unde aceasta este bine dezvoltată, fie se continua prin inflexiuni ușoare în dealurile de la sud.
■ Limita sudică, spre Piemontul Getic, este cea mai dificil de precizat, trecerea de la o unitate la cealaltă făcându-se treptat, fără diferențieri evidente. În general, de-a lungul fâșiei de trecere dintre cele două unități, formațiunile sedimentare au dispunere monoclinală, fără a fi afectate de accidente tectonice importante care să determine schimbări morfologice și apariția unor denivelări. Între Topolog și Olt, contactul dintre dealurile subcarpatice cutate și formațiunile piemontane se înscrie în lungul Văii Sâmnicului și al afluentului său de pe stânga, Valea Gibei. Astfel depresiunea de contact între Topolog și Olt se concretizează prin valea largă a Sâmnicului, care separă culmile subcarpatice cu relief de dealuri mai înalte și aspect ondulat, de culmile piemontane domoale, chiar netede, ce se înclină treptat spre sud.
Între Olt și Bistrița Vâlcii limita trece prin sudul depresiunii Râmnicu Vâlcea - Băbeni Bistrița, prin estul dealurilor Șirineasa, Culmea Ciorași, Pădurețu, Piscu Pârvei - Firijba și cuesta Dealului Mestecenilor intre Mănăilești și Popești.
■ Limita de est, spre Muncelele Argeșului, dată de valea Topologului, nu este tranșantă, stilul reliefului dintre Olt și Topolog fiind în multe privințe asemănător celui de la est de Topolog, dar cuprinde slabe reflexe ale tectonicii proprii Subcarpaților de la vest de Olt.
■ La vest de Valea Bistriței, de la care începe larga depresiune subcarpatică olteană Horezu - Tismana, relieful este mai ordonat. La est de Bistrița Vâlcii, dealurile și depresiunile subcarpatice se așază într-o rețea mai puțin ordonată, în care se regăsesc cele două șiruri de dealuri și depresiuni.

## Geologie
Geologia Subcarpaților Vâlcii trebuie abordată în strânsă legătură cu evoluția paleogeografică a Subcarpaților Getici, din care fac parte, care se desfășoară în lungul unei unități structurale numită Depresiunea Getică ce a a avut un caracter de avanfosă. Depresiunea s-a format la începutul paleogenului după mișcarea tectonică laramică care a ridicat Carpații Meridionali, pe de o parte și a coborât, pe de altă parte, spațiul cristalin din fața acestora creând acest bazin de sedimentare extins cu un rol de avanfosă. În ceea ce privește structura acestei depresiuni sunt caracteristice:
- fundamentul cu o proveniență dublă (V. Mutihac, 1990) carpatică, blocuri cristaline ce coboară în trepte spre sud și Platforma Valahă, blocuri care înclină ușor spre nord;
- suprastructura sedimentară s-a realizat în trei cicluri (V. Mutihac, 1990) și în diferite faciesuri (litoral, de mare adâncă, salmastru, lacustru) care se succed atât de la nord la sud cât și în timp. Cele trei cicluri sunt: ciclul paleogen miocen-inferior cu eocen reprezentat de conglomerate și greșii, oligocen în facies grezos și acvitanian cu conglomerate, gresii și intercalații de argile; ciclul miocen alcătuit din depozite burdigaliene (conglomerate la zi între Topolog și Olănești și la adâncime în rest), badenian (marne, argile și sare la Ocnele Mari) și sarmațian inferior (gresii, marne); ciclul sarmato-pliocen cu caracter transgresiv care înaintează mult la vest de Olt alcătuit din marne nisipoase slab cimentate, argile, nisipuri, marne cu intercalații de cărbuni.

## Relieful
Au o individualitate justificată și bine exprimată prin caracterele reliefului actual, rezultat al unei îndelungate evoluții comune, în cadrul bazinului hidrografic al Oltului. Privit în ansamblu teritoriul creează imaginea unui relief de dealuri (a căror înălțime scade treptat de la 800- 1000 m, la contactul cu munții în nord, până la 300-400 m spre piemontul din sud), printre care se insinuează mici depresiuni și culoare largi de vale.
Prezintă o structură monoclinală, fiind evidenta lângă munte, continuându-se apoi spre sud cu cea cutată. Având în general o structură monoclinală dealurile sunt alcătuite din gresii, marne, argile de vârstă neozoică (Măgura 871 m, Pleșu 766 m, Dealul Măgurii 807 m). În formarea reliefului eroziunea a avut un rol însemnat fiind activată de nivelul local coborât al Oltului. Din cauza coborârii nivelului de bază local întreaga morfologie a sectorului dintre Topolog și Bistrița a suferit modificări însemnate, sistemul de cueste și depresiuni subsecvente cu direcție longitudinală, a fost segmentat adânc de văile afluente care se recurbează dendritic spre valea principală, creând culmi orientate pieziș spre Râmnicu Vâlcea. 
În partea de nord, la est de Olt și contactul cu Masivul Cozia - alcătuit din gnais ocular, rocă foarte rezistentă, dar cu anumite însușiri specifice la eroziune, prezintă povârnișuri abrubte cu microrelief extrem de variat asemănător celui carstic - se întâlnește cea mai mare depresiune, Jiblea, fiind o depresiune de contact rezultată de pe urma unei eroziuni diferențiale, iar la vest de Olt, succesiunea benzilor de relief se repetă într-o formă mai complicată. La marginea munților înalți, ai cristalinului și sedimentarului mezozoic se întind muncei alcătuiți din roci senoniene, eocene și oligocene cu predominarea conglomeratelor eocene. Aceste depuneri sedimentare, transgresive peste aripa aplecată a cristalinului, prezintă ca și la est de Olt, o înclinare monoclinală spre sud, ceea ce explica relieful structural cu apariția de cueste aliniate paralel cu marginea munților. Părăsind roca dură, văile se lărgesc brusc în formațiile friabile de la sud. Apar astfel clare la vest de Călimănești, în continuarea depresiunii Jiblea, dar mult mai restrânse ca întindere, depresiunile: Suța- Andreești pe valea Muereasca și Olănesti Băi- Livadia pe valea Olăneștilor, legate între ele prin șei joase.
Închise la sud de o culme subcarpatică cu altitudine de 600-700 m, fragmentată de ape, aceste mici depresiuni de contact suplinesc rolul depresiunilor subcarpatice din alte sectoare.
La sudul acestor depresiuni apar înălțimi tipic subcarpatice, înalte și ele de 600-700 m alcătuite din depuneri miopliocene cu structura cutată de felul masivelor: Purcărețu, Bunești, Piscupia, se pune și mai clar în evidență prin ivirea în anticlinalul care taie valea Otăsău a masivului de sare de la Pietrari.
Spre sud apare structura cutată pe mai multe anticlinale și sinclinale unde s-au dezvoltat depresiuni mici (Govora, Ocnele Mari) în rocile moi. În această parte șirul depresiunilor este închis de dâmburile orografice ale dealurilor subcarpatice, adânc tăiate și despărțite în segmente de văile numeroaselor râuri (Bistrița, Otăsău, Olănesti), coborâte aproape paralel de pe versantul sudic al Munților Căpățânii. În ceea ce privește latura sudică a Sucarpaților Vâlcii aceasta este alcătuită din dealuri înscrise pe formațiuni sarmastice, pliocene și cuaternare cu aceeași structură monoclinală, rocile fiind dispuse în benzi orientate de la vest la est.
După ieșirea din defileul de la Cozia culoarul Oltului se lărgește treptat, terasele căpătând o desfășurare mare astfel acest culoar capăta un aspect de culoar depresionar. Prin amenajările hidrotehnice lunca și terasele inferioare sunt acoperite de lacurile de acumulare. 
Indiferent de dimensiunile și de stadiul de evoluție, depresiunile sunt acelea care prin rolul jucat definesc particularitățile geografice- fizice, economice- umane, al întregului ținut deluros subcarpatic. În funcție de trăsăturile lor morfologice locale s-a desfășurat modelarea tuturor dealurilor din jur și în cuprinsul lor s-au păstrat urmele schimbărilor petrecute în decursul evoluției reliefului acestei regiuni.

## Clima
Teritoriul se desfășoară în zona climatului temperat continental, iar prin poziția geografică într-un climat al dealurilor și podișurilor de la exteriorul Carpaților.
Clima temperat continentala, moderată, fără schimbări bruște de temperatură și de umiditate, este influențată de poziția Subcarpaților la adăpostul Carpaților Meridionali, de largă deschidere spre sud, de desfășurarea reliefului pe o diferență de nivel de 300-500 m, și de existența Culoarului Oltului pe direcția nord-sud. Toate aceste condiții fac ca în timpul anului să fie întâlnite influențe ale maselor de aer din sud și sud-vest mai ales la vest de Olt.
Radiația solară constituie sursa energetică primară a dezvoltării proceselor geofizice și biologice. Radiația globală a regiunii este apreciată între 110 și 122 kcal/cm2, iar durata de strălucire a Soarelui este de 2100 - 2200 ore în această regiune subcarpatica ( 2047 de ore la Râmnicu Vâlcea). Între aceste valori radiația globală variază în raport cu particularitățile morfologice, gradul de înclinare a versanților și de fragmentare a reliefului. La acestea se adaugă modificările produse local de activitățile antropice generate de noxe ( cum este Platforma industrială Râmnicu Vâlcea), care reduc vizibilitatea și determină apariția cețurilor de radiație și a norilor inferiori ( numărul mediu al zilelor cu cer acoperit variază între 100 și 180 zile pe an).
Temperaturile medii anuale cresc dinspre nord (altitudini mai ridicate) spre sud, dar un rol foarte important îl are culoarul larg al Oltului care face posibil insinuarea izotermei de 100C (caracteristică celei mai mari părți a Câmpiei Române)  până la nord de Râmnicu Vâlcea. Expunerea către sud și adăpostul oferit de către munți conduce la încălziri mai ridicate decât în celelalte regiuni în depresiunile dintre dealuri. În general, se observă o creștere a maximelor absolute în raport cu scăderea altitudinii reliefului și cu particularitățile locale ale acestuia, astfel avem 380C la Călimănești, 370C la Govora și 39,90C la Râmnicu Vâlcea.
La Râmnicu Vâlcea temperatura medie anuală  este de 10,80C, iar valorile medii lunare variează între -4,20C în luna ianuarie și 23,10C în luna iulie, în perioada 2001-2006.
Regimul precipitațiilor se caracterizează printr-o repartiție neuniformă atât temporar cât și spațial fiind dependente de frecvența diferitelor mase de aer și de specificul local al circulației acestora (descendențe brusce însoțite de disiparea norilor sau ascendenței favorabile convecției).
Cantitatea medie anuală a precipitațiilor în dealurile subcarpatice are valori cuprinse între 600-800 mm, astfel media multianuală înregistrată la stația Râmnicu Vâlcea a fost de  611,4 mm, la stația Olănești de 744,7 mm, iar la Călimănești 775 mm.
Fenomene atmosferice extreme - la Govora pe 19 mai 1939 au căzut 11,5 mm în numai 3 minute, iar la Costești pe 12 august 1955 au căzut 102,4 mm într-o ora.

## Apele
Dispun de importante resurse de apă, atât asigurată de o rețea alohtonă de care sunt străbătuți, de o rețea densă de pâraie proprii, de variate pânze de ape subterane discontinui și cu calități minerale variate impuse de alcătuirea petrografică și o serie de lacuri preponderent artificale (pe râul Olt).

### Rețea hidrografică
Acest teritoriu subcarpatic aparține în întregime bazinului Oltului, și anume părții de trecere de la bazinul mijlociu la bazinul inferior. În traseul său se distinge acest sector subcarpatic desfășurat pe circa  45 km între Călimănești si aval de Băbeni.
Debitul Oltului în dreptul localității Râmicu Vâlcea este de peste 115 m3/s, iar la ieșirea din sectorul subcarpatic, după ce primește afluenții din aria de la Băbeni, debitul său mai crește cu aproximativ 15-16 m3/s.
De la Mânăstirea Cozia unde Oltul păresește defileul de la Cozia acesta mai primește o serie de afluenți, dintre aceștia doar doi pe partea dreaptă si unul pe partea stângă fiind mai importanți, care de altfel izvorăsc din munți.
Pe partea dreaptă Oltul primește ca afluent râul Olănești, având o lungime de 38 km, confluența dintre cele două aflându-se pe raza Municipiului Râmnicu Vâlcea, cu afluentul său din dreapta, Cheia. Urmează apoi câțiva afluenți mici subcarpatici, ca Sărata si Govora care drenează apele unor izvoare sărate (Băile Govora, Ocnele Mari), urmând apoi Bistrița, care pătrunde adânc în Munții Căpătânii prin izvoarele sale (are o lungime de 42 km). Ultimul amintit are la rândul său o serie de afluenți, ca: Bistricioara din dreapta, Costeștiul si Otăsăul din stânga.
Pe partea stângă din zona subcarpatică, Oltul primește afluenți mici cum sunt: Valea Satului, Sâmnicul, Valea Stăncioiului, Aninoasa, în schimb dinspre crestele Munților Făgăraș primește apele Topologului ( are o lungime de 83,7 km), format din confluența a doua pâraie: Negoiul și Pârâul Scara, vărsându-se în Olt în aval de Tigveni, Topologul fiind de altfel și limita estică a Subcarpaților Vâlcii.

### Lacurile
Se întâlnesc cu precădere lacuri artificiale, dar si lacuri naturale. Pentru folosirea potențialului hidroenergetic al Oltului s-au realizat cinci lacuri de acumulare în sectorul subcarpatic ( în perioada 1974- 1981):
•	Râmnicu Vâlcea – este amplasat în amonte de orașul Râmnicu Vâlcea, amenajarea acestuia începând încă din anul 1969, fiind dat în folosință în anul 1974, lacul având o suprafața de 319 ha și un volum de apă de 21,4 mil m3 de apă;
•	Govora – a fost pus în folosință în anul 1975, are o suprafață de 477 ha și un volum de 21,4 mil m3 de apă;
•	Dăești - a fost dat în folosință în anul 1976, suprafața lacului fiind de 247 ha, iar volumul de apă estimat este de 11,7 mil m3 de apă;
•	Râureni – amplasat în aval de confluența Oltului cu Olăneștiul, în raza orașului Râmnicu Vâlcea, a fost dat în folosință în anul 1977, lacul are o suprafață de 147 ha și un volum de 10,9 mil m3 de apă;
•	Călimănești – este amplasat în depresiunea Jiblea și a fost dat în folosință din anul 1981, lacul are o suprafață de 84 ha și un volum de apă estimat la 4,6 mil m3 de apă;

## Solurile
Solurile 
În funcție de diversitatea factorilor care au contribuit la formarea solurilor (materialul parental, formele de relief, clima și activitatea biologică), solurile existente sunt variate.
Se constată prezența predominantă a solurilor brune de pădure (cambisoluri), aflate în diferite grade de podzolire. Acestea au textură uniformă pe întregul profil, fapt ce determină o rezistență uniformă la eroziune. În dealurile mai înalte, de la contactul cu muntele, apar spodosoluri cu textură grosieră pe întregul profil și conținut ridicat de schelet, care îi conferă o rezistență redusă la eroziune. Apar și argiluvisoluri în părțile mai joase și pe terase, cu rezistență neuniformă la eroziune, slab structurate și conținut scăzut de humus.
Pe porțiuni reduse se întâlnesc și soluri nisipoase, mai ales în partea sudică a regiunii. În lunci sunt soluri aluvionare slab evoluate, cu textură nisipoasă care permite infiltrarea apelor de suprafață.
In Subcarpatii Valcii, ca si in alte sectoare subcarpatice, invelisul vegetal protejeaza partial versantii acoperiti si solurile.

## Biodiversitate

### Vegetația
Pădurea ocupa, cu câteva secole în urmă, apropae în întregime acest spațiu, pădurile continuindu-se neîntrerupt din culmile munților până în câmpia Dunării în partea sudică a țării. Începând cu secolul al XVIII-lea exploatările forestiere s-au făcut într-un ritm foarte accentuat, dar pe fondul unor condiții mai dificile de exploatare, acest teritoriu a fost mai puțin despădurit decât alte părți ale țării. Locurile despădurite sunt mai extinse în lungul văilor principale și în cuprinsul ariilor depresionare, fiind transformate în terenuri cultivabile, în pajiști, dar și în păstrarea ca izlazuri și pășuni.
Cu excepția dealurilor mai joase dintre pârâul Govora și Olt și a celor din porțiunea Genuneni- Govora, acoperite cu păduri de gorun, dealurile subcarpatice din dreapta Oltului și depresiunile dintre ele sunt domeniu de dezvoltare al pădurilor în amestec de fag . La est de Olt limita acestor păduri rămâne ceva mai la nord, astfel ca dealurile formate între Topolog și Olt sunt acoperite cu stejărete, la fel ca și dealurile mai joase. Aici răspândire mai mare au tot pădurile de gorun, dar apar și câteva porțiuni cu păduri de cer (Quercus cerris) și de garnița (Quercus frainetto). Speciile amintite sunt dominante în pădurile din dealuri, dar alături de ele se găsesc din abundență alte esențe de dealuri.
În văile largi, cum este cea a Oltului, cu toate trasformarile survenite, se întâlnesc încă zăvoaie cu sălcii și plopi uriași, însoțite adesea, pe locurile mai înalte de păduri de stejar pendunculat (Quercus robur), ulm (Ulmus foliacea) și alte specii iubitoare de umezeală.
Pe culmile mai înalte se mai întâlnesc petice rămase din ceea ce odinioară constituia codri bătrâni și greu de pătruns, sunt pădurile de gorun (Quercus petraea, Quercus falechampii, Quercus polycarpa), cum sunt cele din dealurile de la vest și nord-vest de Râmnicu Vâlcea.
La poalele munților unde există acel renumit adăpost din depresiunile supcarpatice, se resimnte o nuanță climatică deosebită care a fost interpretată ca reprezentând o influență submediteraneeană. Aici vegetează în condiții foarte bune unele specii iubitoare de căldură. În depresiunile de sub munte și dintre dealuri trăiește în condiții excelente nucul, dar a fost semnalat și castanul dulce, acesta fiind prezent la Jiblea, în adăpostul Coziei.

### Fauna
În pădurile de sub munte cea mai mare răspândire o au vulpile (Vulpes vulpes), viezurii (Meles meles), iepurii, căpriorii, mistreții, lupii ( numărul acestora a scăzut considerabil în ultima perioadă) și pisicile sălbatice. Alături de aceste viețuitoare trăiesc numeroase specii de rozătoare, dintre cele mai frecvent întâlnite sunt veverițele și pârsii.
În ultimele două decenii numărul viețuitoarelor a scăzut considerabil ca urmare a vânătorii ilegale și a perturbării sau distrugerii arealului acestora, după ce, în prealabil, grație protecției acordate de către ocoalele silvice și filialelor de vânătoare, numărul anumitor specii de interes economic a crescut considerabil. În plus s-au făcut populări (de cerb și căprior) în pădurile de pe aceste dealuri.
Cursul Oltului, dar și cursul inferior al Topologului intra în zona de răspândire a scobarului (Chondrostema nasus), alături de care se întâlnesc specii ca nisiparița (Cobitis remanica), cleanul (Leuciscus cephalus), mreana (Barbus barbus), acestea din urmă având o răspândire mai mare decât cea a scobarului.
Specii de  rațe și gâște sălbatice: lișița, găinușa de baltă, cormoranul mare și cormoranul mic, stârcul cenușiu, egretă mare și mică, lebădă de vară și de iarnă, barza neagră, cufundacul, specii de pescăruși.

### Arii protejate
Rezervația naturală Muzeul Trovanților în suprafața de 1,1 ha. Rezervația Muzeul Trovanților are ca principal scop protejarea formațiunilor geologice denumite trovanți, fiind situată pe teritoriul  Comunei Costești. Din punct de vedere științific, zona este valoroasă prin faptul că aici apar cei mai reprezentativi trovanți, într-o densitate foarte mare și în plus, aici a fost amenajat singurul muzeu cunoscut de acest gen.
Rezervația Naturală Piramidele din Valea Stăncioiului, cu o suprafață de 12 ha, este o rezervație geologică datorită varietății deosebite de forme sculpturale pe pietrișuri si nisipuri, cimentate pe marne și argile. Este situată în Subcarpații Getici (subdiviziunea- Subcarpații Vâlcii), mai exact în cartierul Goranu al Municipiului Râmnicu Vâlcea.
Rezervația Naturală Ocnele Mari are o suprafață de 15 ha. Rezervație naturală geologică situată pe teritoriul orașului Ocnele Mari, în bazinul pârâului Sărat, afluent de pe dreapta al râului Olt. Are drept scop conservarea microreliefului spectaculos dezvoltat pe depozite de tuf dacitic si trovanți.
Rezervația paleontologică Golești are o suprafață de 10,0 ha. Este situată în comuna Golești, sat Poienița în bazinul pârâului  Sâmnic. Are drept scop conservarea numeroaselor fosile de vertebrate și, impresiuni ale unor frunze de plante (ulm, salcie, mesteacăn, tei, pin, molid) ce pot contribui la reconstituirea florei neozoicului.
Rezervația naturală Mlastina Moșoroasa are o suprafață de 0,25 ha. Este situată în orașul Băile Olănești, la cca 0,5km. sud de satul Moșoroasa, la altitudinea de 700 m. Rezervație naturală botanică situată în Subcarpații Getici (Subcarpații Vâlcii) conservă un habitat de depresiune pe substraturi turboase (mlastină mezooligotrofă- mușchiul de turbă și relictul glaciar Drosera rotundifolia).
Rezervația Naturală Piramidele de pământ de la Slătioara cu o suprafață de 10,5 ha.  Este situată în comuna Slătioara, fiind prezente o varietate de forme sculpturale, conglomerate, nisipuri, pietrișuri slab cimentate create prin acțiunea a numeroase organisme torențiale.